# Edith Cowan University
Die Edith Cowan University (ECU) ist eine australische Universität in Perth, Westaustralien, die 1991 gegründet wurde. Sie ist eine der jüngeren Hochschulen Australiens.

## Überblick
Die Hochschule wurde 1991 gegründet, reicht aber als College bis in das Jahr 1902 zurück. Sie wurde nach Edith Dircksey Cowan benannt, die erste Abgeordnete in einem australischen Parlament war.
Die ECU ist eine Universität, die sich der angewandten Lehre und Forschung zuwendet. Es bestehen enge Verbindungen zu Industrie und Wirtschaft, zu staatlichen Stellen, Forschungsinstituten und anderen Hochschulen. Von den 23.000 Studenten sind 3.500 ausländische.
An fünf Fakultäten werden mehr als 330 Studienkurse angeboten. Die „ECU School of Communications“ ist eine der größten und renommiertesten Australiens. Die „Western Australia Academy of Performing Arts“ genießt international einen guten Ruf. International bekannt sind die Studien „Wine Marketing“ und „Surf Science and Technology“.
Die Hochschule ist auf die Standorte in Joondalup City und Mount Lawley in Perth verteilt, sowie den jungen, modernen South West Campus in Bunbury, 200 km südlich von Perth.

## Fakultäten
- „Business and Law (FBL)“

mit Abschlüssen in Accounting, Business Law, Economics, Management, Marketing, Hospitality Management, Human Resource Management, Information Systems, Hospitality Management, International Business, Urban & Regional Planning, Sport Management, Tourism Management, Law, Criminology & Justice und Forensic Investigation
- „Computing, Health and Science (CHS)“

mit Abschlüssen in Science, Human Biology, Sports Science, Computer Science, Library Technology, Software Engineering, Aviation, Security, Engineering (Computer Systems, Communication Systems, Electronic Systems), Biological Sciences, Environmental Management, Applied and Analytical Chemistry, Health Science und Nursing
- „Education and Arts (FEA)“

mit pädagogischen und didaktischen Abschlüssen in Training and Development, Education (Early Childhood Studies, Primary, Secondary, Music, Special Education), Arts mit verschiedenen Schwerpunkten (Geography, History, Philosophy and Religion, Politics and Government, Social Sciences, Sociology, Anthropology), Aboriginal Studies, Drama Studies, Language Studies, Writing, Social Science, Women’s Studies, Youth Work und Psychology.
- „Western Australia Academy of Performing Arts (WAAPA)“

mit Abschlüssen in Acting, Directing, Costume, Dance, Design, Lighting, Sound, Stage Management, Staging, Venue Operations, Arts Management, Broadcasting, Musical Theatre, Performing Arts, Classical, Contemporary Music, Jazz und Visual Arts.
- „Regional Professional Studies“

mit Abschlüssen in Stadt- und Regionalplanung

## Zahlen zu den Studierenden
2020 waren an der Edith Cowan University 30.900 Studierende eingeschrieben (2016: 28.107, 2017: 29.457, 2018: 29.896, 2019: 30.638).  19.558 davon (63,3 %) hatten noch keinen ersten Abschluss, 19.235 davon waren Bachelorstudenten. 8.478 (27,4 %) hatten bereits einen ersten Abschluss und 788 davon arbeiteten in der Forschung.
2007 waren es ca. 17.200 Studierende und 1.800 wissenschaftliche Mitarbeiter gewesen.

## Deutsche Partnerhochschulen
- Ruhr-Universität Bochum
- Universität Leipzig
- Universität Ulm
- Fachhochschule Wedel
- Fachhochschule Schmalkalden
- Pädagogische Hochschule Weingarten
- Hochschule Furtwangen University
- Pädagogische Hochschule Karlsruhe
- Deutsche Sporthochschule Köln